# 3344 Модена
3344 Модена (3344 Modena) — астероїд головного поясу, відкритий 15 травня 1982 року.
Тіссеранів параметр щодо Юпітера — 3,489.